# Aturus amnigenus
Aturus amnigenus är en kvalsterart som beskrevs av Mitchell 1954. Aturus amnigenus ingår i släktet Aturus och familjen Aturidae. Inga underarter finns listade.